# Rich Girl
Vous lisez un « bon article » labellisé en 2012.
Pour les articles homonymes, voir Rich Girl (homonymie).
Singles de Gwen Stefani
What You Waiting For?
(2004) Hollaback Girl
(2005)
Singles par Eve
Not Today
(2003) 1 Thing
(2005)
Rich Girl est une chanson pop-ragga interprétée par la chanteuse Gwen Stefani avec la collaboration de la rappeuse Eve. Produite par Dr. Dre, elle est une reprise de la piste éponyme de Louchie Lou & Michie One datant de 1993, qui est elle-même une adaptation de If I Were a Rich Man de la comédie musicale Un violon sur le toit. Dans ce titre, Stefani évoque ses rêves de gloire et de richesse quand « elle n'était qu'une fille du comté d'Orange en Californie ».
Rich Girl est le second single de son premier album Love. Angel. Music. Baby. et sort fin 2004 avec des critiques plutôt mitigées qui portent sur l'insertion de If I Were a Rich Man et sur le fait que Stefani interprète cette chanson en étant déjà riche. Le single est un succès commercial, en atteignant le top dix de la majorité des classements où il entre. Il est certifié disque de platine en Australie et disque d'or en Nouvelle-Zélande, en Suède et aux États-Unis.
La chanson est nommée pour le Grammy Award de la meilleure collaboration rap/chant à la 48e cérémonie des Grammy Awards. Le clip, réalisé par David LaChapelle et inspiré par la piraterie, est un succès sur les chaînes musicales. Enfin, la chanson est utilisée dans différentes émissions, films et aussi lors de la 47e cérémonie des Grammy Awards avec Eve.

## Genèse
Stefani et Eve avaient déjà collaboré ensemble sur le single d'Eve Let Me Blow Ya Mind en 2001. Quand Stefani commence à enregistrer son album solo, Eve exprime son intérêt de retravailler avec Stefani en disant : « Elle est chic, elle est rigoureuse et elle est talentueuse. Dans tous les cas, ça va être chaud. » Les deux artistes décident de retravailler ensemble après une discussion dans la buanderie de Stefani durant une fête. Après que Stefani a coécrit plus de 20 chansons pour son premier album solo, elle approche Dr. Dre qui l'avait déjà produite deux fois par le passé. Dre avait déjà produit Let Me Blow Ya Mind ainsi que Wicked Day, un titre exclu de l'album Rock Steady du groupe No Doubt, sorti en 2001.
Après avoir interprété certains morceaux sur lesquels elle avait travaillé, Dr. Dre lui dit : « Tu ne veux pas aller par là ». Au lieu d'utiliser l'une de ses pistes, Dr. Dre lui suggère d'utiliser la chanson Rich Girl de 1993 du duo reggae britannique Louchie Lou & Michie One, qui est elle-même adaptée de If I Were a Rich Man de la comédie musicale de 1964 Un violon sur le toit. Stefani et Eve s’entraident pour leurs parties respectives, mais quand elles se présentent devant Dr. Dre avec la démo, il leur dit de ré-écrire la chanson en suggérant à Stefani de jouer un personnage dans celle-ci.
Comme elle n'avait pas vu la comédie musicale quand elle était enfant, Gwen Stefani va à Broadway afin de mieux comprendre le thème qui est : « Même si vous êtes pauvre mais que vous êtes amoureux, vous êtes riche ». L'idée de la version finale de la chanson est venue quand Stefani était en train de réfléchir sur son tapis roulant. Elle commente que les problèmes qu'elle a eu lors de l'écriture du titre proviennent du fait que « Dre [l]'avait vraiment poussé pour écrire d'une nouvelle manière », mais quand elle se présente avec le single, elle dit qu'« il a juste totalement tiré la piste à quatre épingles ».

## Musique et structure

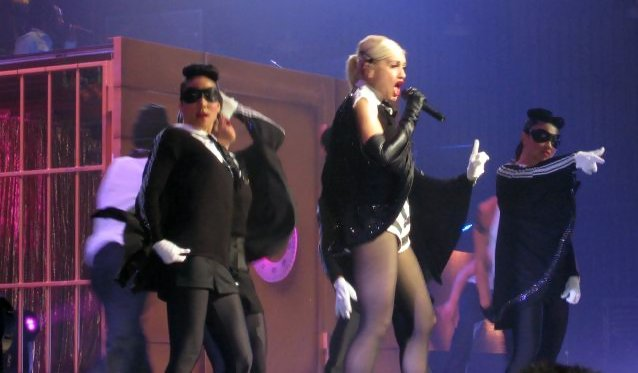
Interprétation de Rich Girl durant le The Sweet Escape Tour avec Stefani et les Harajuku Girls, portant une cape en forme de chauve-souris, volé dans un coffre-fort.

Rich Girl est une chanson ragga composée dans la tonalité de do mineur. Elle est écrite dans une signature rythmique de 4/4 et a un rythme modéré de 100 battements par minute. Le rythme est marqué par l'alternance d'un accord de deux notes en quinte juste et d'une triade au piano,. La chanson est écrite sous la forme couplet-refrain et comprend un clavier électronique, une guitare et un clavier basse. La voix de Stefani varie entre le Sol3 et le Mi5.
L'introduction consiste en la répétition de la syllabe na. Stefani atteint sa plus haute note de la chanson, Mi5 ainsi que la plus basse, Sol3, durant une triade. Après le premier refrain, Stefani parle de rêves de richesse et de luxe et elle cite également les stylistes Vivienne Westwood et John Galliano. La chanteuse déclare que ces références ne sont pas des placements de produits mais qu'elle les a inclus : « parce que je pense qu'ils sont supers et que c'est pour ça que vous vous y intéressez... Je donnerais tout mon argent à [Westwood] et j'acheterais tous ses vêtements ! » Un pont, où la voix de Stefani est réenregistrée, précède le second refrain. Ensuite, durant le second couplet, l'interprète parle de ses Harajuku Girls (ses danseuses), puis elle répète le pont. Après le rap d'Eve, elle chante le refrain et termine la chanson avec une coda, qui consiste, comme dans l'introduction, à répéter le mot na.

## Accueil

### Accueil critique
Rich Girl reçoit des avis mitigés de la part des critiques. Richard Smirke de PlayLouder écrit qu'il apporte « un élément indispensable de diversité » à l'album Love. Angel. Music. Baby. et que le single est également « un hit potentiel ». Krissi Murison de NME, cependant, le décrit comme « un chant récréatif avec un caméo ragga de la dure à cuire Eve ». John Murphy de MusicOMH donne à la chanson un bilan globalement positif, disant que c'est « une chanson très amusante, et de loin supérieure à certaines merdes qui sortent de nos jours », mais aussi remarque qu'il n'a pas répondu à Let Me Blow Ya Mind et trouve que les références aux Harajuku Girls sont « un peu effrayantes ». Lisa Haines de la BBC dit, quant à elle que le titre est du « disco en or, féminine contre toute attente et très facile à danser ». La piste est également comparée à l'album de No Doubt Rock Steady. En effet, Charles Marwin de Stylus Magazine la décrit comme « une version allégée de Hey Baby ».
Plusieurs critiques trouvent ironique que Stefani, qui avait déjà vendu 26 millions de disques avec No Doubt, parle de son espoir d'être riche dans une forme de contrafactualité. John Murphy de MusicOMH trouve que c'est « plutôt étrange » que Stefani chante cela tout en vivant des royalties de No Doubt et de ceux de son mari, le musicien post-grunge Gavin Rossdale. Chapman Baehler du magazine Spin déclare que la chanson est chantée par « une gamine gâtée et cruche de la pop qui est déjà riche. ». Aussi, Amazon qualifie d'ironique la collaboration d'Eve et de Dr. Dre sur le titre. Anthony Carew de Neumu trouvent les paroles « insipides » et remarque aussi que « la starlette incroyablement riche se demande ce que ça ferait d'être, eh bien, incroyablement riche ». Le journaliste Ben Wener du The Orange County Register écrit que la chanson est sournoise et « absurde », ce à quoi Stefani répond que la chanson est écrite comme si elle était inconnue. La chanteuse refusera plus tard de délivrer une accréditation au journal quand Wener, en commentant la piste Orange County Girl du son second album The Sweet Escape, écrit que « tout en annonçant que ses lignes de vêtements lui rapportent 90 millions de dollars [...], elle n'est plus qu'une fille du comté d'Orange comme Best Buy n'est plus qu'une baraque qui vend des Commodore 64 ».
L'insertion de If I Were a Rich Man apporte également des critiques mitigées. Jason Damas, journaliste pour PopMatters soutient que le morceau « s'est transformé en un hymne urbaine bling-bling » et que la frappe des accords permet un soutien rythmique au piano utilisé comme élément percussif. Nick Sylvester de Pitchfork trouve la chanson ringarde, la classant comme un « camp-hop kitsch provenant d'Eve, de Dre et de Tevye ». Winnie McCroy de The Villager trouve l'insertion « innovante » et note également que la chanson a « le style actuel des chansons rap qui crient ». David Browne de Entertainment Weekly est en désaccord et affirme que l'insertion est utilisée maladroitement et Rob Sheffield de Rolling Stone la qualifie de gaffe. Enfin, Jason Shawhan de About.com considère la chanson comme la « démolition dancehall/classic house de If I Were a Rich Man » et commente : « si c'était des manipulations de Jay-Z avec la comédie musicale Annie, je dirais, soyez-en heureux ».

### Récompenses et nominations
Lors de la 48e cérémonie des Grammy Awards en 2006, la chanson est nommée pour le Grammy Award de la meilleure collaboration rap/chant mais perd contre Numb/Encore de Jay-Z et du groupe Linkin Park. Le single est néanmoins l'un des vainqueurs des BMI Pop Music Awards 2006 avec notamment Hollaback Girl, également de Stefani. La chanson reçoit, enfin, le prix de la collaboration préférée du public lors des Teen Choice Awards 2005.

### Accueil commercial
Rich Girl fonctionne bien en Amérique du Nord. Le single débute à la 74e position du Billboard Hot 100, où il restera pendant plus de 6 mois, le 1er janvier 2005, et atteint sa meilleure position, la 7e, dix semaines plus tard après son entrée. La chanson entre également dans les classements pop, atteignant la troisième place du Pop 100, la quatrième du Mainstream Top 40 et la 16e du Adult Top 40. Le titre connaît un plus petit succès dans les classements Urban, en atteignant seulement la 27e place du Rhythmic Top 40 et la 78e du Hot R&B/Hip-Hop Songs. Rich Girl est aidé pour les classements Hot 100 et Pop 100 par les téléchargements nombreux de la piste puisqu'elle prend la seconde place du Hot Digital Songs. Grâce à ces nombreux téléchargements, la chanson est certifiée disque d'or par le RIAA. Dans le classement de fin d'année de 2005, la chanson se positionne à la 31e position. Le single connaît moins de succès au Canada, où il débute à la 38e rang et atteint au maximum la 12e place durant deux semaines non consécutives.

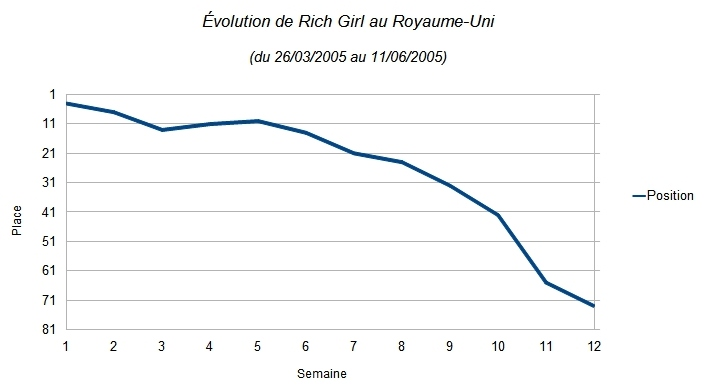
Évolution de Rich Girl dans le classement britannique des singles.

En Europe, Rich Girl est un grand succès, en prenant la 2e position du European Hot 100. Il atteint le top cinq en Belgique, au Danemark, en France, en Irlande, aux Pays-Bas, en Norvège et en Suède, et le top dix en Autriche, Finlande, Italie et Suisse. La chanson se classe également bien au Royaume-Uni, débutant à la quatrième place le 20 mars 2005 et en restant dans le classement durant 12 semaines.
Dans le reste du monde, Rich Girl atteint le top 20 dans la majorité des classements où il entre. En Australie, il débute le 27 février 2005 à la deuxième place derrière Over and Over de Nelly et de Tim McGraw mais n'atteint pas la première place et quitte le classement après 13 semaines de présence. Dans le classement de fin d'année de l'ARIA, le single se classe 26e et est certifié disque de platine avec plus de 70 000 exemplaires vendus.

## Clip vidéo

### Synopsis
Le clip de Rich Girl est réalisé par David LaChapelle , tourné en novembre 2004. et présente un thème sur la piraterie. La vidéo, inspirée par la campagne de publicité pour la collection printemps/été 1998 de Vivienne Westwood, débute avec quatre écolières japonaises s'amusant avec un jouet en forme de bateau de pirate et deux poupées Bratz représentant les deux interprètes, et qui discutent sur ce qu'elles feraient si elles étaient des filles riches. La vidéo comprend plusieurs séquences. Tout d'abord, Stefani est visible en dessous du pont du bateau de pirate, dansant sur une table et en interprétant la chanson. Elle est entourée par des pirates et des servantes et est bientôt rejointe par Eve, qui porte un cache-œil. Dans le style surréaliste de LaChapelle, l'équipage de pirate a des traits difformes et selon une fuite lors du casting, il aurait dit : « J'ai besoin des monstres ici ». Ensuite, Stefani, les Harajuku Girls, Eve, et d'autres pirates dansent sur le pont et sur le gréement. Un plan montre également la chanteuse en train de danser avec les Harajuku Girls sur un trésor, souvent en portant des épées, et en se balançant sur une ancre. Quand les écolières coulent le navire en jouet dans un aquarium, le galion se retrouve sous les tirs de canon d'un fort auquel il répond, causant la chute des pirates, de Stefani et de ses danseuses par-dessus bord, et faisant d'elles des naufragées.

### Réception et récompenses
Pour Janice Miller, auteur du livre Fashion and Music, la vidéo « incarne les symboles d'une variété de figures culturels, de la geisha au pirate dandy ».
Le clip vidéo est un succès sur les chaînes musicales. Il débute dans Total Request Live sur MTV le 13 décembre 2004 à la neuvième position, atteint la quatrième place et reste dans le classement pendant quatorze jours. La vidéo atteint également la quatrième position dans l'émission Countdown diffusée sur MuchMusic et reste dans le classement durant 16 semaines. Aussi, elle permet à Stefani de remporter le prix de l'artiste internationale, choisi par le public, lors des MuchMusic Video Awards 2005. Enfin, VH1 classe le clip à la 24e position du Top 40 Vidéos de 2005.

## Utilisations et reprises de la chanson
Rich Girl est utilisé dans les films Vacances sur ordonnance en 2006, Le Chihuahua de Beverly Hills en 2008 et dans Confessions d'une accro du shopping en 2009. Stefani interprète la chanson lors de ses deux tournées, le Harajuku Lovers Tour 2005 avec, comme pour le clip, un thème sur la piraterie et le Sweet Escape Tour, et également lors de la 47e cérémonie des Grammy Awards. De plus, elle chante la chanson lors du Hit machine du 22 mai 2005. Le titre est également utilisé dans l'épisode L'ivresse du pouvoir (Junk in the Trunk) de la série télévisée Las Vegas en 2007 ainsi que dans l'émission Dancing with the Stars en 2009.
La chanson est reprise sur le huitième album du groupe d'enfants Kidz Bop Kids, Kidz Bop 8 sorti en août 2005. David Browne de Entertainment Weekly déclare à propos de cette reprise : « La partie « na na » de Rich Girl ne pouvait pas être mieux adaptée pour un p'tit braillement prolongé. »

## Liste des pistes et versions officielles

### Liste des pistes
| - CD single en Europe 1. Rich Girl (Version album avec Eve) – 3:56 2. What You Waiting For? (Live) – 3:52 - CD maxi single en Europe et au Royaume-Uni 1. Rich Girl (Version album avec Eve) – 3:56 2. What You Waiting For? (Live) – 3:52 3. Harajuku Girls (Live) – 4:36 4. Rich Girl (Vidéo) – 4:03 | - Maxi 45 tours aux États-Unis A1. Rich Girl (Get Rich Mix) – 4:07 A2. Rich Girl (Get Rich Instrumental) – 4:07 B1. Rich Girl (Get Rich Quick Mix) – 3:47 B2. Rich Girl (Get Rich Quick Instrumental) – 4:07 B3. Rich Girl (A cappella) – 3:57 |

### Versions officielles
- Version Album – 3:56
- Version Radio 1 – 4:06
- Version radio 2 – 3:47
- Get Rich Mix – 4:07
- Get Rich Instrumentale – 4:07
- Get Rich Quick Mix – 3:47
- Get Rich Quick Instrumentale – 4:07
- Instrumentale – 4:21
- Acappella – 3:57
- Vidéo Mix – 3:59

## Personnel
| - Gwen Stefani – chant - Mark Batson – clavier, clavier basse - Greg Collins – ingénieur - Dr. Dre – producteur, mixage - Mike Elizondo – clavier, guitare - Eve – rap | - Francis Forde – assistant ingénieur du son - Mauricio "Veto" Iragorri – ingénieur du son - Rouble Kapoor – assistant ingénieur du son - Jaime Sickora – assistant ingénieur du son - Brad Winslow – assistant ingénieur du son |

## Classements et certifications
| Classement (2005)                       | Meilleure position |
| --------------------------------------- | ------------------ |
| Allemagne (Media Control AG)            | 14                 |
| Australie (ARIA)                        | 2                  |
| Autriche (Ö3 Austria Top 40)            | 10                 |
| Belgique (Flandre Ultratop 50 Singles)  | 4                  |
| Belgique (Wallonie Ultratop 50 Singles) | 12                 |
| Canada (Canadian Singles Chart)         | 12                 |
| Danemark (Tracklisten)                  | 3                  |
| Écosse (OCC)                            | 4                  |
| États-Unis (Adult Pop Songs)            | 16                 |
| États-Unis (Dance/Mix Show Airplay)     | 7                  |
| États-Unis (Hot 100)                    | 7                  |
| États-Unis (Dance Club Songs)           | 39                 |
| États-Unis (Pop Airplay)                | 4                  |
| États-Unis (R&B/Hip-Hop Songs)          | 78                 |
| États-Unis (Rhythmic Songs)             | 27                 |
| Europe (European Hot 100 Singles)       | 2                  |
| Finlande (Suomen virallinen lista)      | 7                  |
| France (SNEP)                           | 7                  |
| Grèce (IFPI Greece)                     | 6                  |
| Hongrie (Dance Top 40)                  | 3                  |
| Hongrie (Rádiós Top 40)                 | 28                 |
| Irlande (IRMA)                          | 2                  |
| Italie (FIMI)                           | 7                  |
| Norvège (VG-lista)                      | 2                  |
| Nouvelle-Zélande (RMNZ)                 | 3                  |
| Pays-Bas (Nederlandse Top 40)           | 3                  |
| Pays-Bas (Single Top 100)               | 4                  |
| Royaume-Uni (UK Singles Chart)          | 4                  |
| Royaume-Uni (UK R&B Chart)              | 1                  |
| Suède (Sverigetopplistan)               | 4                  |
| Suisse (Schweizer Hitparade)            | 6                  |

| Classement (2005)                       | Position |
| --------------------------------------- | -------- |
| Australie (Top 100 Singles)             | 26       |
| Autriche (Ö3 Austria Top 40)            | 65       |
| Belgique (Flandre Ultratop 50 Singles)  | 27       |
| Belgique (Wallonie Ultratop 50 Singles) | 51       |
| France (SNEP)                           | 76       |
| Suisse (Schweizer Hitparade)            | 45       |
| Royaume-Uni (UK Singles Chart)          | 48       |
| États-Unis (Hot 100)                    | 31       |

| Pays             | Certifications |
| ---------------- | -------------- |
| Australie        | Platine        |
| Nouvelle-Zélande | Or             |
| Suède            | Or             |
| États-Unis       | Or             |